# Juan Carlos Toscano
Juan Carlos Toscano Beltrán es un futbolista andorrano. Actualmente milita en el Inter Club d'Escaldes de la Primera División de Andorra.
Dentro de su trayectoria destacó haber estado cuatro años en el Fútbol Club Andorra. También incluye 23 internacionalidades con la Selección de fútbol de Andorra, además de haber integrado la selección sub-21 del Principado.

## Clubes
| Club                     | País    | Año         |
| ------------------------ | ------- | ----------- |
| CE Principat             | Andorra | 2004 - 2005 |
| Futbol Club Santa Coloma | Andorra | 2005 - 2007 |
| CF Gimnástico de Alcázar | España  | 2007 - 2008 |
| CD Binéfar               | España  | 2008 - 2009 |
| Fútbol Club Andorra      | España  | 2009 - 2013 |
| Futbol Club Santa Coloma | Andorra | 2013 - 2016 |
| FC Ordino                | Andorra | 2016 - 2017 |
| Inter Club d'Escaldes    | Andorra | 2017 -      |

## Palmarés

### Campeonatos nacionales
| Título                          | Club                     | País    | Año                       |
| ------------------------------- | ------------------------ | ------- | ------------------------- |
| Primera División de Andorra (3) | Futbol Club Santa Coloma | Andorra | 2013-14, 2014-15, 2015-16 |
| Copa Constitució (2)            | Futbol Club Santa Coloma | Andorra | 2006, 2007                |

### Distinciones individuales
| Título                                                       | Club                     | País    | Año     |
| ------------------------------------------------------------ | ------------------------ | ------- | ------- |
| Máximo goleador de la Primera División de Andorra (14 goles) | Futbol Club Santa Coloma | Andorra | 2006-07 |